# Notturno (Merikanto)
Notturno is een compositie van Aarre Merikanto. Notturno staat meestal voor een romantisch en dromerig stuk. Die van Merikanto heeft minstens nachtmerrieachtige trekjes met dissonanten en zijn verontrustende klankbeelden in chromatiek. Pas naar het slot wijzigt het klankbeeld naar hoe een nocturne bedoeld is. Het werk wordt gezien als de afsluiting van zijn radicale periode. In tegenstelling tot de werken uit die periode 1920-1929 kwam dit werk relatief snel op de lessenaar. De eerste uitvoering vond in 1930 plaats.
Het orkest heeft een enigszins eigenaardige samenstelling voor een werk uit 1930. Er zijn geen partijen voor grote delen van koperblazers en percussie:
- 3 dwarsfluiten, 3 hobo’s, 3 klarinetten, 2 fagotten
- 4 hoorns
- violen, altviolen, celli, contrabassen